# La Villedieu-du-Clain
La Villedieu-du-Clain é uma comuna francesa na região administrativa da Nova Aquitânia, no departamento de Vienne. Estende-se por uma área de 7,16 km². Em 2010 a comuna tinha 1 608 habitantes (densidade: 224,6 hab./km²).